# NGC 2001
NGC 2001 (również ESO 56-SC137) – gromada otwarta, znajdująca się w gwiazdozbiorze Złotej Ryby, w Wielkim Obłoku Magellana. Odkrył ją James Dunlop 25 września 1826 roku.